# Argyroxiphium
Argyroxiphium é um género botânico pertencente à família Asteraceae.